# Ō (латиница)
Ō, ō (O с макроном) — буква расширенной латиницы, используемая в ряде языков Африки, Северной Америки и Полинезии, а также некоторых транслитерациях и транскрипциях.

## Использование
Используется в современной записи классической латыни для обозначения долгого звука [oː], например, в слове Rōmānī — «римляне».
В языке маори также обозначает [oː]; обозначение долготы с помощью макрона преобладает, так как оно было рекомендовано Языковой комиссией маори в 1987 году.
В пиньине обозначает звук «o» с высоким ровным тоном.
Используется как в традиционной, так и в пересмотренной системе Хэпбёрна романизации японского языка (ромадзи) для обозначения долгого [oː].
В транслитерации кириллицы ISO 9 используется для передачи буквы О̄.
В транслитерациях грузинского письма ISO 9984 и ALA-LC передаёт букву хоэ (ჵ).
В транслитерации армянского письма ALA-LC передаёт букву о (Օ օ).